# Simona Galassi
Simona Galassi (Forlì, 27 giugno 1972) è una pugile italiana.
È stata campionessa europea dei pesi Mosca EBU nel 2007-2013-2014, campionessa mondiale dei pesi Mosca WBC negli anni 2008-2009-2010-2011 e campionessa mondiale pesi supermosca IBF negli anni 2011-2012.

## Biografia
Dopo essersi laureata in scienze motorie, con tesi sul pugilato,  all'età di 23 anni si è dedicata alla kickboxing (dopo un periodo nella pallavolo), e poi esclusivamente alla boxe dal 2001.
Tra i dilettanti ha disputato 87 match (86 vittorie, 1 sconfitta) conquistando il titolo mondiale dei pesi mosca tre volte: a Scranton 2001, in Pennsylvania (negli Stati Uniti), ad Antalya 2002 (Turchia) e a Podolsk 2005 (Russia), oltre a tre titoli europei (2003, 2004 e 2005).
L'8 ottobre 2006 inizia la sua Carriera nel Professionismo, e da allora ha al suo attivo 19 incontri.
Alcuni degni di nota:
l'11 maggio 2007 ha conquistato il titolo europeo dei pesi Mosca EBU contro la tedesca Bettina Volker, per K.O. tecnico alla 10ª ripresa;
Il 29 marzo 2008 ha conquistato il titolo mondiale dei pesi mosca WBC contro l'italiana Stefania Bianchini al Palasport "Villa Romiti" di Forlì;
Il 4 dicembre 2009 ha difeso il titolo mondiale WBC contro la Francese Aziza Oubaita a Solden in Austria;
Il 12 marzo 2010 ha difeso il titolo mondiale WBC contro la Messicana Esmeralda Moreno a Bertinoro (FC);
Il 28 ottobre 2011 ha conquistato il TITOLO MONDIALE dei pesi supermosca IBF contro la francese Nadege Szikora al PalaRockefeller di Cagliari.
Il 14 aprile 2012 ha difeso il Titolo Mondiale IBF contro l'Ungherese Renata Szebeledi a Vicenza;
Il 15 giugno 2013 ha conquistato il titolo Europeo EBU nei pesi Mosca contro la Belga Sanae Jah, a Fratta Terme di Bertinoro;
Il 23 maggio 2014 ha difeso il Titolo Europeo EBU nei pesi Mosca contro Bulgara Galina Koleva Ivanova, a Molinella (Bo);
L'8 agosto 2014 ha difeso il titolo Europeo EBU contro la Francese Laetizia Arzalier, a Ostia Mare (RM);
Il 7 febbraio 2015 ha difeso il titolo Europeo nei pesi mosca contro l'Italiana Loredana Piazza, a Ferrara (Fe)

## Record da professionista
Per vedere i video degli incontri: https://www.youtube.com/user/SimonaGalassiBoxe
1º incontro: 8 ottobre 2006 a Milano contro la Penkakova (Slo) : Vince Simona Galassi per KO tecnico alla 2ª ripresa;
2º incontro: 14 ottobre 2006 a Forlì contro la Taskova (Bul): Vince Simona Galassi ai punti sulle 8 riprese;
3º incontro: 9 gennaio 2007 a Bergamo contro la Hockmi (Fra): Verdetto pari;(Campionato Europeo)
4º incontro: 30 marzo 2007 a Como contro la Jachmanova: Vince Simona Galassi per KO tecnico alla 5ª ripresa;(Internazionale 6 Rip.)
5º incontro: 11 maggio 2007 a Bertinoro contro la Volker (Ger): Vince Simona Galassi per KO tecnico alla 10ª ripresa(titolo europeo EBU );
6º incontro: 31 luglio 2007 a Pavia contro la Taskova (Bul): NoContest per ferita alla 2ª ripresa;(Internazionale 6 Rip.)
7º incontro: 16 novembre 2007 a Pisa contro la Leonardi (Fra): Vince Simona Galassi ai punti;(Internazionale 8 Rip.)
8º incontro: 28 dicembre 2007 a Forlì contro la Lihet (Bul): Vince Simona Galassi ai punti;(Campionato Europeo 10 Rip.)
9º incontro: 29 marzo 2008 a Forlì contro la Bianchini (Ita): Vince Simona Galassi ai punti;(Campionato Mondiale WBC 10 Rip)
10º incontro: 18 luglio 2008 a Civitanova Marche contro la Olszewsky (Usa): Vince Simona Galassi ai punti;(Campionato Mondiale WBC 10 Rip)
11º incontro: 24 ottobre 2008 a Milano contro la Bianchini (Ita): Vince Simona Galassi ai punti;(Campionato Mondiale WBC 10 Rip)
12º incontro: 25 aprile 2009 ad Ancona contro la Leonardi (Fra): Vince Simona Galassi ai punti; (Campionato Internazionale 6 Rip.)
13º incontro: 13 giugno 2009 a Forlì contro la Ott (Ung): Vince Simona Galassi ai punti; (Campionato Internazionale 6 Rip.)
14º incontro: 4 dicembre 2009 a Solden (Aus) contro la Oubaita (Fra); Vince Simona Galassi ai punti; (Campionato del Mondo WBC 10 Rip.)
15º incontro: 12 marzo 2010 a Bertinoro contro la Moreno (Mex); Vince Simona Galassi ai punti; (Campionato del Mondo WBC 10 Rip.)
16º incontro: 3 settembre 2010 a Forlì contro la Djenji: Vince Simona Galassi ai punti; (Internazionale 8 Rip.)
17º incontro: 11 marzo 2011 a Città del Messico contro la Juarez (Mex) : Vince Juarez ai punti; (Campionato del Mondo WBC )
18º incontro: 23 luglio 2011 a Forlì contro la Taskova (Bul) : Vince Simona Galassi ai punti; (incontro Internazionale 6 Rip.)
19º incontro: 28 ottobre 2011 a Cagliari contro la Szikora (Fra) : Vince Simona Galassi ai punti; (Campionato del Mondo IBF 10 Rip.)
20º incontro: 14 aprile 2012 a Vicenza contro la Szebeledi (Ung) : Vince Simona Galassi ai punti; (Difesa Campionato del Mondo IBF 10 Rip.)
21º incontro: 27 ottobre 2012 a Padova contro Renata Szebeledi (Ung): Vince Renata Szebeledi per Ko tecnico; (Difesa Campionato del Mondo WBC Pesi Mosca 10 Rip.)
22º incontro: 22 febbraio 2013 a Montalto di Castro (Vc) contro Gabriella Vicze: Vince Simona Galassi alla 3ª ripresa; (Incontro Internazionale 6 Riprese)
23º incontro: 15 giugno 2013 a Fratta Terme di Bertinoro (Fc) contro Sanae Jah (Bel): Vince Simona Galassi ai punti 10 Riprese)
24º incontro: 7 dicembre 2013 a Stoccarda (Germania) contro Susianna Kentikian: Vince Susy Kentikian ai punti (Campionato del Mondo WBA pesi mosca 10 Riprese)
25º incontro: 23 maggio 2014 a Molinella (Bo) contro Galina Koleva Ivanova (Bul): Vince Simona Galassi ai punti alla 3ª ripresa (Campionato Europeo pesi mosca)
26º incontro: 8 agosto 2014 a Ostia Mare (Rm) contro Laetizia Arzalier (FRA): Vince Simona Galassi ai punti (Campionato Europeo pesi mosca 10 Riprese)
27º incontro: 6 dicembre 2014 a Bellaria (Rn) contro Eugenya Zablotskaya (RUS): Vince Simona Galassi ai punti (incontro Internazionale 6 Riprese)
28º incontro: 7 febbraio 2015 a Ferrara (Fe) contro Loredana Piazza (Ita): Vince Simona Galassi ai punti (Campionato Europeo Pesi mosca 10 Riprese)
RICONOSCIMENTI - PREMIAZIONI:
Il 18-04-2012 alla sala d'onore del Coni, al foro Italico,
Simona Galassi riceve il Diploma d'onore per meriti sportivi
conseguiti negli anni 2009-2010-2011 (CAT. PUGILATO).
Hanno scritto un libro su di Lei : " A modo mio" edito da InMagazine (www.inmagazine.it); Autori: Flavio Dell'Amore e Dario Torromeo.(Marzo 2014)
| Vittorie 9 (KO 3) + Sconfitte 0 (KO 0) + Pareggi 1 | Vittorie 9 (KO 3) + Sconfitte 0 (KO 0) + Pareggi 1 | Vittorie 9 (KO 3) + Sconfitte 0 (KO 0) + Pareggi 1 | Vittorie 9 (KO 3) + Sconfitte 0 (KO 0) + Pareggi 1 | Vittorie 9 (KO 3) + Sconfitte 0 (KO 0) + Pareggi 1 | Vittorie 9 (KO 3) + Sconfitte 0 (KO 0) + Pareggi 1 |
| -------------------------------------------------- | -------------------------------------------------- | -------------------------------------------------- | -------------------------------------------------- | -------------------------------------------------- | -------------------------------------------------- |
| Data                                               | Luogo                                              | Avversaria                                         | Round                                              | Esito                                              | Titolo                                             |
| 08/10/2006                                         | PalaLido, Milano, ITA                              | Simona Pencakova                                   | 4x2                                                | W TKO 2R                                           |                                                    |
| 14/11/2006                                         | Palasport Villa Romiti, Forlì, ITA                 | Svetla Taskova                                     | 8x2                                                | W PTS 8R                                           |                                                    |
| 09/01/2007                                         | Palazzetto dello Sport, Bergamo, ITA               | Nadia Hokmi                                        | 10x2                                               | D PTS 10R                                          | EBU                                                |
| 30/03/2007                                         | Palestra Millennium, Como, ITA                     | Petra Jachmanova                                   | 6x2                                                | W TKO 5R                                           |                                                    |
| 11/05/2007                                         | Palasport, Bertinoro (FC), ITA                     | Bettina Volker                                     | 10x2                                               | W TKO 10R                                          | EBU                                                |
| 31/07/2007                                         | Centro Polivalente, S. Genesio (PV), ITA           | Svetla Taskova                                     | 6x2                                                | NC 2R                                              |                                                    |
| 16/11/2007                                         | Palasport, Pisa, ITA                               | Isabelle Leonardi                                  | 8x2                                                | W PTS 8R                                           |                                                    |
| 28/12/2007                                         | Palasport Villa Romiti, Forlì, ITA                 | Floarea Lihet                                      | 10x2                                               | W UD 10R                                           | EBU                                                |
| 29/03/2008                                         | Palasport Villa Romiti, Forlì, ITA                 | Stefania Bianchini                                 | 10x2                                               | W UD 10R                                           | WBC                                                |
| 18/07/2008                                         | Piazza XX Settembre, Civitanova (MC), ITA          | Eileen Olszewski                                   | 10x2                                               | W UD 10R                                           | WBC                                                |
| 24/10/2008                                         | PalaLido, Milano, ITA                              | Stefania Bianchini                                 | 10x2                                               | W UD 10R                                           | WBC                                                |